# Unirea, Brăila
Unirea là một xã thuộc hạt Brăila, România. Dân số thời điểm năm 2002 là 2588 người.